# قسامه
قَسامه (به فتح قاف و بدون تشدید) یکی از راه‌های اثبات وقوع جنایت (قتل و صدمات بدنی) در فقه اسلامی و حقوق کیفری ایران است. قسامه زمانی انجام می‌شود که قاضی مورد قتل یا جراحت وارده را از موارد لوث تشخیص دهد. لوث به معنی وجود قرائن و دلایلی است که برای اثبات وقوع جرم کافی نباشد ولی ظن به راست بودن آن وجود داشته باشد؛ مثلاً شهادت یک شاهد یا شهادت کودک مورد اعتماد یا حضور متهم در محل قتل همراه با آثار جرم.
برای اقامه قسامه سوگند خوردن ۵۰ نفر از بستگان پدری ذکور مدعیِ وقوع قتل لازم است. قسم خوردن این افراد مبنی بر وقوع قتل توسط متهم برای اثبات قتل کافی است.
در این‌که آیا قسامه قبل از اسلام وجود داشته‌است و اسلام آن را پذیرفته‌است (حکم امضایی) یا این‌که از احکام تأسیسی اسلام است و سابقه‌ای نداشته‌است اختلاف است. اهل سنت عمدتاً به امضایی بودن قسامه معتقدند اما برخی از علمای شیعه آن را تأسیسی می‌دانند. موسوی بجنوردی فقیه شیعه در کتاب «قواعد فقهیه» آورده‌است با توجه به نوشته‌های محدثین و مورخینی چون محمد بخاری، ابن اثیر، احمد بن حنبل، لسان‌العرب و آلوسی مبنی بر وجود قسامه پیش از اسلام، نظریهٔ تأسیسی بودن قسامه، نظریه‌ای ضعیف است. افرادی که به تأسیسی بودن قسامه معتقدند به حدیثی از حضرت امام جعفر صادق علیه السلام استناد می‌کنند که حضرت محمد صلی الله علیه و آله و سلم پس از فتح خیبر حکم به اجرای پنجاه قسم برای اثبات یک قتل داد. در ابتدای این روایت آمده: «کان من قبل رسول‌الله…» قائلین به تأسیسی بودن قسامه واژه قبل را به کسر قاف و فتح به‌صورت «قِبَل» می‌خوانند و مدعی می‌شوند قسامه را حضرت محمد رسول الله وضع کرد اما قائلین به امضایی بودن آن واژه را به فتح قاف و سکون با «قَبل» می‌خوانند و می‌گویند بدون تردید قسامه قبل از اسلام وجود داشته‌است.